# Peter Keller (homme politique, 1971)
Pour les articles homonymes, voir Peter Keller et Keller.
Peter Keller, né le 22 avril 1971 à Lucerne (originaire de Brütten), est une personnalité politique suisse, membre de l'Union démocratique du centre. Il est député du canton de Nidwald au Conseil national de décembre 2011 à décembre 2023.

## Biographie
Peter Keller naît le 22 avril 1971 à Lucerne. Il est originaire de Brütten, dans le canton de Zurich.
Après avoir obtenu une licence en Lettres de l'Université de Zurich, il enseigne l'histoire et l'allemand à Stans de 2001 à 2009. Il devient ensuite chroniqueur pour la Weltwoche,.
En 2016, il lance sa propre agence de communication.
Il est célibataire.

### Parcours politique
Il est le collaborateur personnel de Christoph Blocher de 2002 à 2008. Il lui écrit notamment ses discours,.
Il est membre du Landrat du canton de Nidwald de 2006 à 2011.
Il est élu au Conseil national en 2011 et réélu en à deux reprises, en 2015 et 2019. Il siège à la Commission de la science, de l'éducation et de la culture (CSEC) et, de décembre 2015 à décembre 2020, à la Commission des finances (CdF). Il ne se représente pas pour un nouveau mandat en octobre 2023,.
Il est secrétaire général de l'UDC du 1er janvier 2021 au 23 mars 2024, date à laquelle il devient secrétaire général suppléant du parti.